# Harschenhöllenklippe

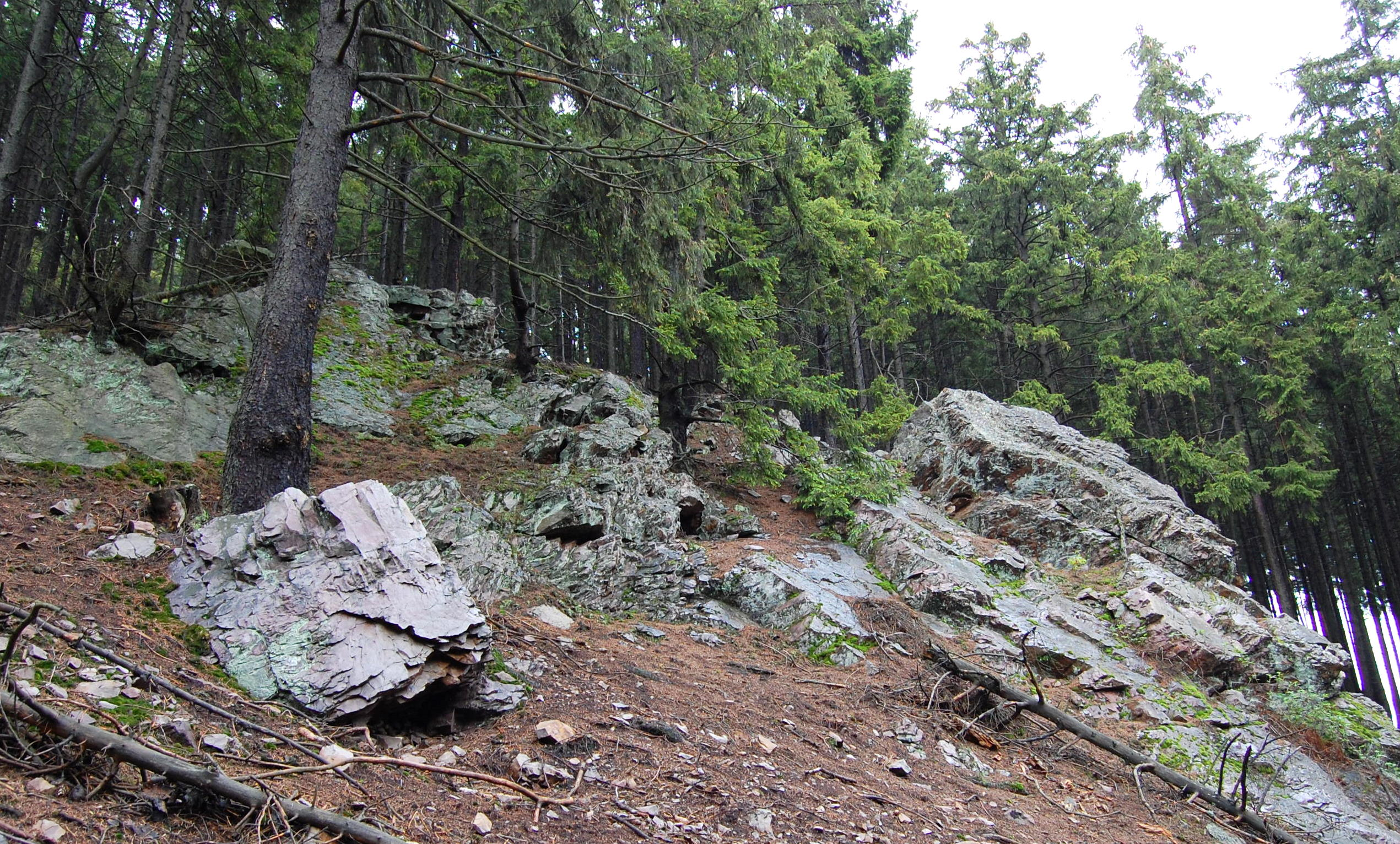
Harschenhöllenklippe

Die Harschenhöllenklippe ist eine Felsformation im Harz in Sachsen-Anhalt.
Die Klippe befindet sich am nördlichen Hang des Tänntals. Sie liegt südwestlich von Oehrenfeld und gehört zum Gebiet der Stadt Ilsenburg. In einiger Entfernung nördlich der Klippe verläuft der Waldweg von Oehrenfeld zur Plessenburg. Der Fels selbst steht auf einer Waldlichtung und ist nicht über einen Weg zu erreichen.